# Липовача (Беркасово)
Липовача је излетиште које се налази са десне стране пута од Шида ка Илоку, на изласку из села Беркасово.
До излетишта се долази асфалтним путем до великог комплекса липове и храстове шуме. Зелена површина и кружне путне стазе могу се користити у рекреативне сврхе. Природа која обухвата овај комплекс је изузетно пријатна и питома. Због свега овога у непосредној близини се налази велики број викенд кућа са виноградима, воћњацима и баштама. Симпатичне стазице, бунгалови и ливаде чине ово место посебним, а мотел који више не ради даје специфичан шарм овом месту.